# 고오환
고오환(高五煥, 1942년 1월 10일~)은 대한민국의 제5·6대 경상북도 문경시의원이다.

## 학력
- 영순국민학교 졸업
- 용궁중학교 졸업
- 문경종합고등학교 졸업

## 경력
- 영순초등학교 총동창회 회장
- 용궁중학교 총동창회 회장
- 문경시 체육회 사무국장
- 문경시 육상경기연맹 회장
- 문경시 체육회 부회장
- 문경시 체육회 고문
- 문경시 체육회 자문위원
- 2006.07~2010.06 제5대 경상북도 문경시의회 의원
- 2008.07~2010.06 제5대 경상북도 문경시의회 후반기 의장
- 2010.07~2012.03 제6대 경상북도 문경시의회 의원
- 2010.07~2012.03 제6대 경상북도 문경시의회 전반기 의장
- 2012 경상북도 문경시장 후보

## 수상
- 대통령 표창

## 기타
이름 때문에 웃음거리가 되었다.
다른 소속의 동명이인 정치인이 있다.

## 역대 선거 결과
|  | 23.85% |

|  | 27.11% |

|  | 17.62% |